# Station Overton
Overton is een spoorwegstation van National Rail in Basingstoke and Deane in Engeland. Het station is eigendom van Network Rail en wordt beheerd door South Western Railway. 